# Andrew Sendejo
(en) Statistiques sur pro-football-reference
(en) Statistiques sur statscrew
Andrew Victor Sendejo (né le 9 septembre 1987 à San Antonio) est un joueur américain de football américain.

## Carrière

### Université
Sendejo va à l'université de Rice où il joue dans l'équipe de football américain des Owls.

### Professionnel
Andrew Sendejo n'est sélectionné par aucune équipe lors du draft de la NFL de 2010. Il participe à un Mini-Camp (Test d'un joueur sur un poste précis) des Buccaneers de Tampa Bay mais il ne signe aucun contrat. Il signe, peu de temps après, avec les Mountain Lions de Sacramento, jouant en United Football League, avec qui il joue la saison 2010.
Le 24 novembre 2010, Sendejo signe avec l'équipe d'entraînement des Cowboys de Dallas et six jours plus tard, il est intégré à l'effectif professionnel en entre au cours de deux matchs. Le 4 septembre 2011, il signe avec les Jets de New York avant d'être libéré le 13 septembre.

## Palmarès
Néant